# Anderlues

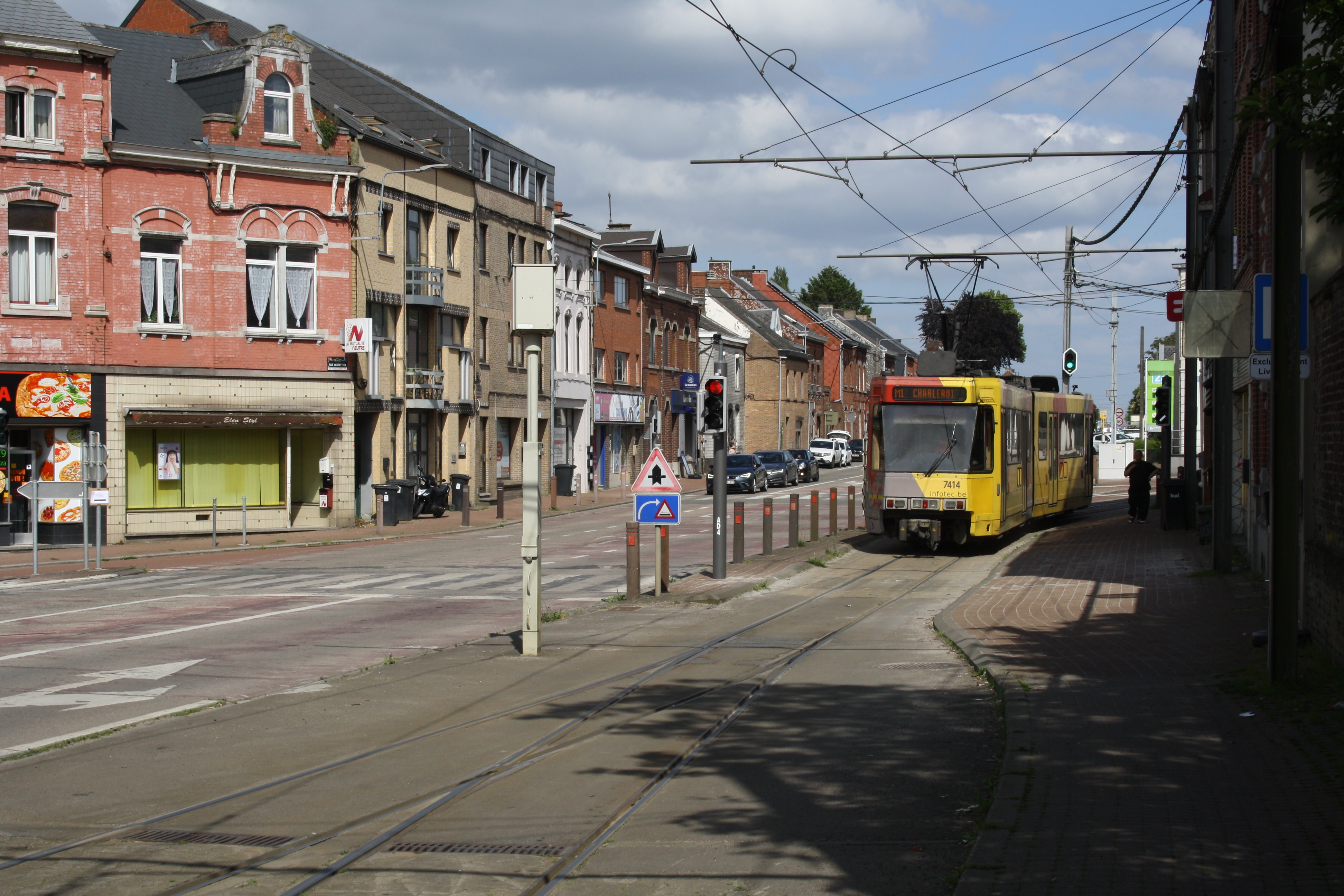
Chaussée de Charleroi in Anderlues mit Zug der Stadtbahn Charleroi an der Endhaltestelle Monument

Anderlues [ɑ̃dɛʁly] (wallonisch Anderluwe) ist eine Gemeinde in der belgischen Provinz Hennegau. Sie liegt rund 15 km westlich von Charleroi zwischen den Flüssen Maas und Schelde. Im Gemeindegebiet entspringt der Fluss Haine.

## Demografische Entwicklung
Quelle: Belgisches Nationales Institut für Statistik (NIS) - Opm:1806 t/m 1970=volkstellingen op 31 december; ab 1980= jeweils 1. Januar

## Verkehr
Mit den dort endenden Metrolinien M1 und M2 hat die Gemeinde Anschluss an das Netz der Stadtbahn Charleroi. Neben der Haltestelle Jonction befindet sich ein Betriebshof der TEC.

## Gemeindepartnerschaft
Anderlues pflegt eine Partnerschaft mit der französischen Gemeinde Gigondas im Département Vaucluse.

## Weblinks

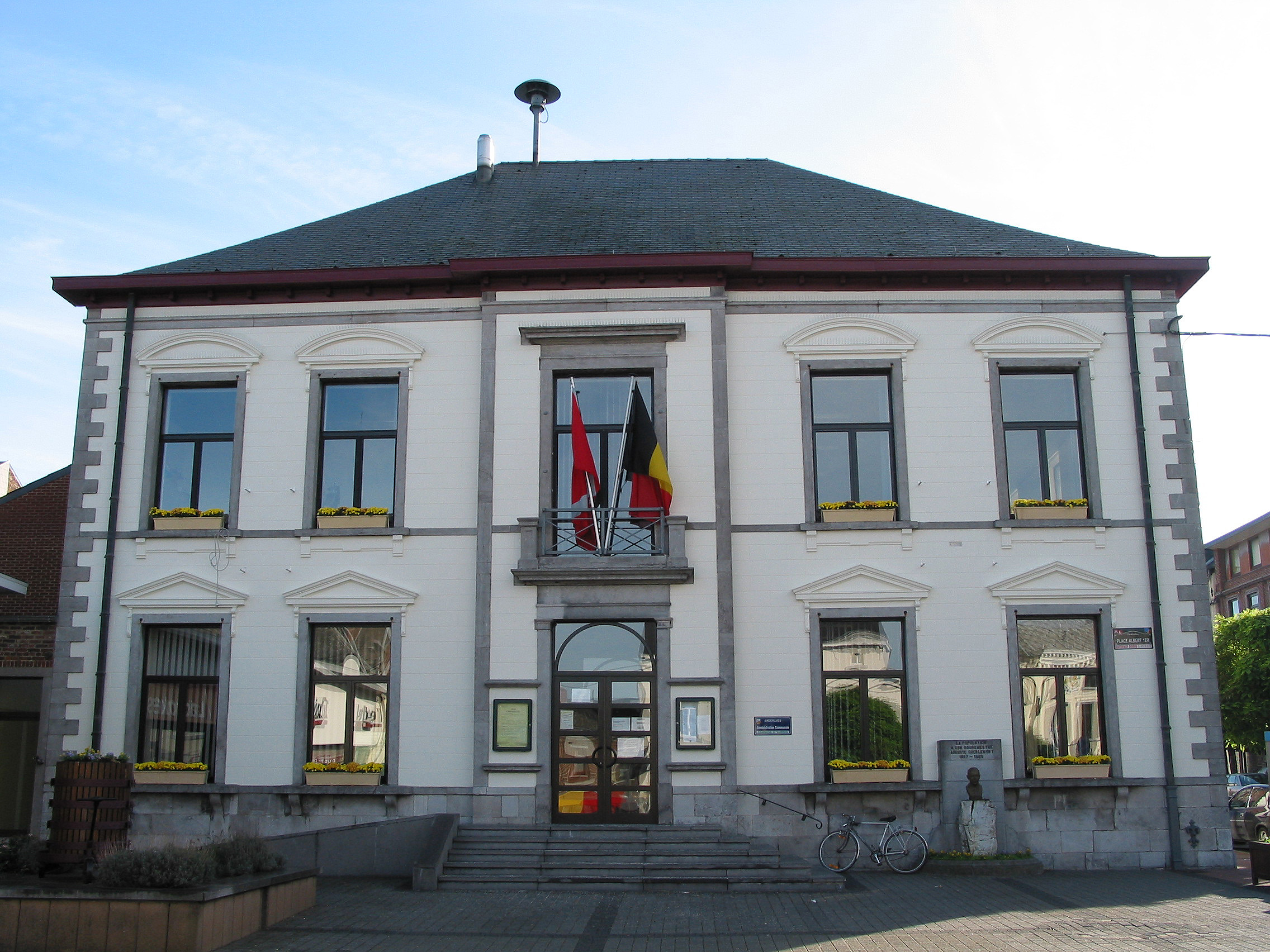
Rathaus
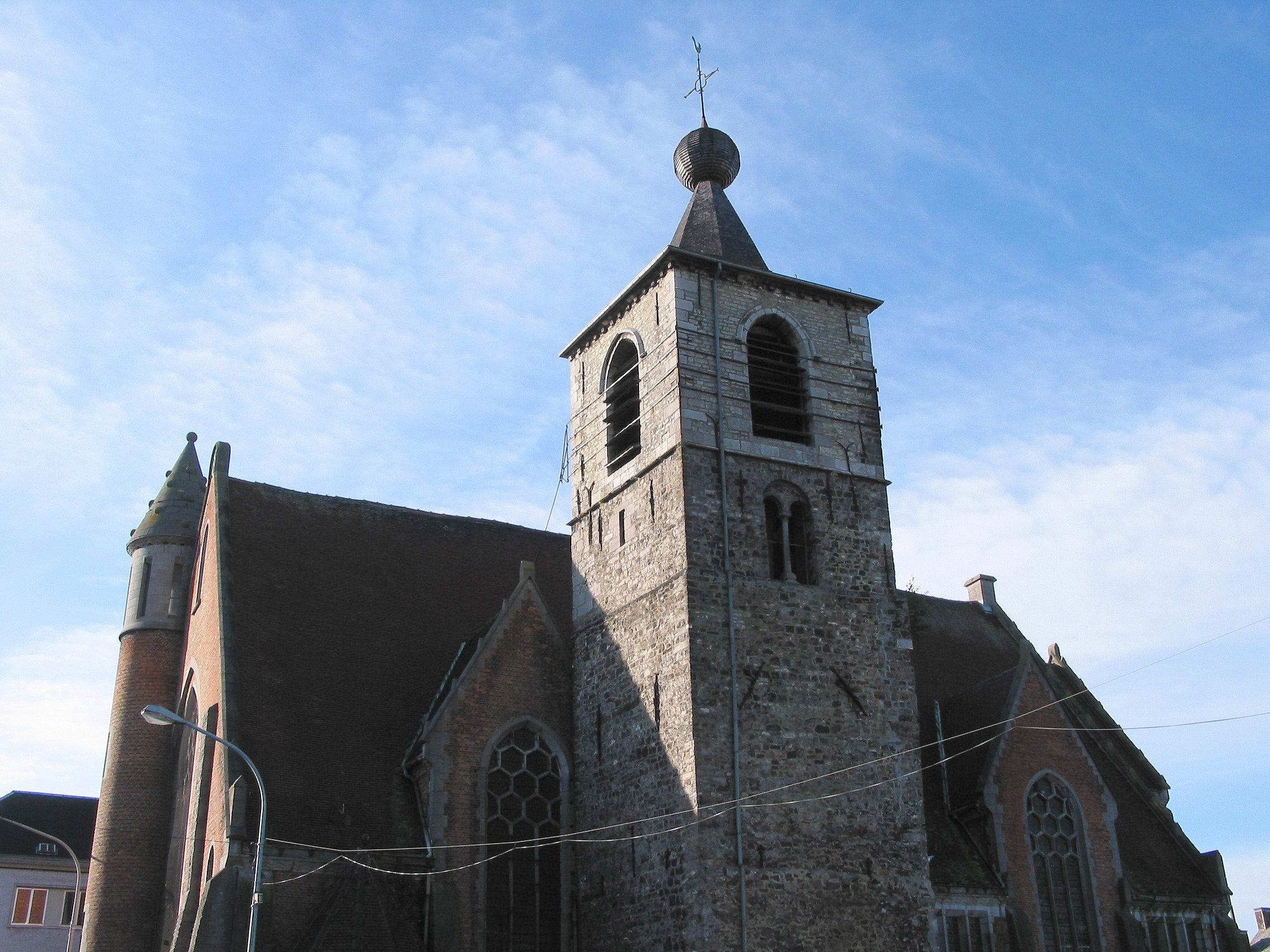
Ehemalige Kirche Saint-Médard, 2006 bis auf den Turm abgebrochen
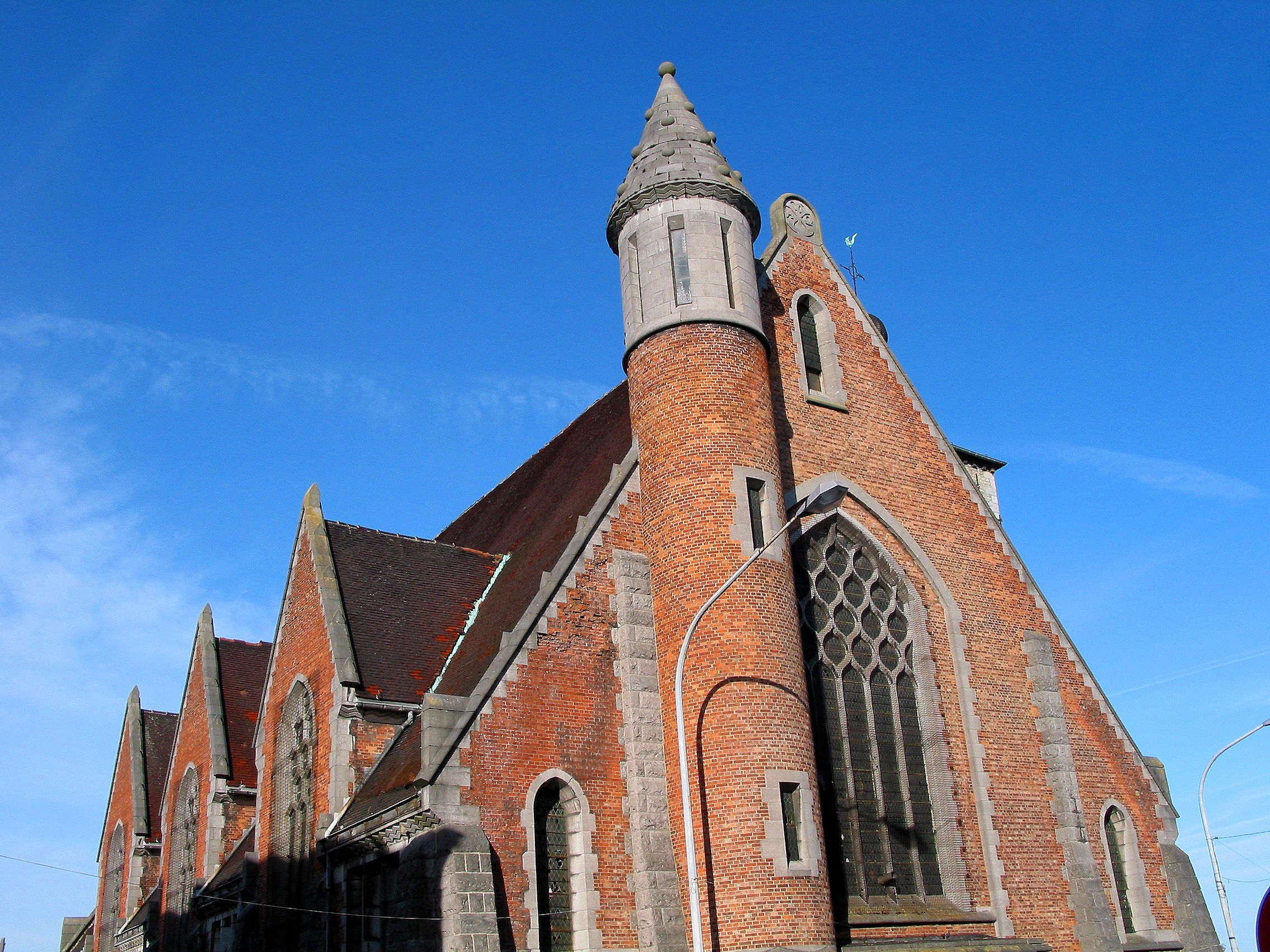
Saint-Médard, Rückansicht vor dem Abbruch